# Prawa człowieka na Ukrainie
Prawa człowieka na Ukrainie zapewnia Konstytucja Ukrainy z 1996 roku (nowelizowana w 2014 roku). Pomimo konstytucji, od czasu uzyskania przez Ukrainę niepodległości, w kraju dochodzi niekiedy do łamania praw człowieka. Masowe protesty przeciwko łamaniu praw politycznych przeprowadzono dwukrotnie: 21 listopada 2004 roku (Pomarańczowa rewolucja, które wybuchły po sfałszowaniu wyników II tury wyborów prezydenckich) oraz 21 listopada 2013 roku (Euromajdan, które wybuchły po niepodpisaniu umowy stowarzyszeniowej oraz umowy o pogłębieniu i wszechstronności wolnego handlu z Unią Europejską przez Janukowycza). 21 marca 2014 roku Unia Europejska i Ukraina podpisały polityczną część umowy o stowarzyszeniu. Umowa zobowiązała Ukrainę do przestrzegania praw człowieka. W 2015 roku Freedom House zaliczył Ukrainę do państw częściowo wolnych (w rankingu Ukrainę zaliczano do państw wolnych w 2010 roku). Pomimo incydentów, wybory lokalne w 2015 roku zachowywały standardy demokratyczne.
W wyniku wojny w Donbasie, w czerwcu 2015 roku Ukraina częściowo odstąpiła od Europejskiej Konwencji Praw Człowieka na terenach objętych wojną. Na Krymie oraz terenach objętych wojną powszechnie łamie się prawa człowieka.
Według Amnesty International, na Ukrainie wielokrotnie dochodziło do porywania dziennikarzy i działaczy na rzecz praw człowieka.
Na Ukrainie dochodzi do łamania wolności słowa.
Nie udało się przeprowadzić skutecznego dochodzenia w sprawie masowych tortur i innych form znęcania się.

## Femen
W 2008 roku zarejestrowano Kobiecy Ruch Femen (ukr. Жiночий рух Фемен). Członkinie Femen walczą m.in. z przemocą wobec kobiet, naruszaniem praw obywatelskich oraz z prostytucją. Znane są z obnażania się do pasa podczas manifestacji. 15 marca 2015 roku pięć członkiń Femen żądały ukarania trójki przestępców winnych zgwałcenia i zamordowania 18-letniej Oksany Makar. Milicja zatrzymała dwie uczestniczki manifestacji. 10 kwietnia 2012 roku pięć członkiń Femen weszło na dzwonnice soboru Mądrości Bożej w Kijowie. Tam zaczęły bić w dzwony oraz rozwiesiły transparent z napisem „Stop”. Akcja ta była protestem przeciwko ustawie antyaborcyjnej, pozbawiającej kobiety prawa do aborcji. Członkinie Femen oskarżyły Kościół prawosławny o zmowę z państwem. Podczas Euromajdanu członkinie Femen publicznie oddały mocz na portrety prezydenta Wiktora Janukowycza.

## Dyskryminacje
Amnesty International wielokrotnie apelował o poszanowanie praw osób LGBT na Ukrainie oraz mniejszości etnicznych i rasowych. Osoby LGBT nadal spotykają się z dyskryminacją. Ze względu na brak zakazu ustawowego, lesbijki i geje są atakowani zarówno przez funkcjonariuszy publicznych jak i obywateli. Rząd Ukrainy próbował wprowadzić zakaz dyskryminacji osób LGBT, ale projekt regulacji nie przeszedł głosowania. Z dyskryminacją spotykają się także Tatarzy.

## Euromajdan
Euromajdan wybuchł 21 listopada 2013 roku w wyniku niepodpisania przez prezydenta Wiktora Janukowycza umowy stowarzyszeniowej oraz umowy o pogłębieniu i wszechstronności wolnego handlu z Unią Europejską. Początkowo protestowano przeciwko niepodpisaniu umowy, ale wkrótce manifestowano przeciwko nadużyciom politycznym i łamaniem praw politycznych. Podczas protestów dochodziło do starć manifestantów z Berkutem w wyniku czego zginęło co najmniej 116 osób (z czego 17 nie było cywilami). Podczas tłumienia zamieszek policja wielokrotnie i publicznie nadużywała swoich kompetencji. 9 kwietnia 2014 roku Międzynarodowy Panel Doradczy Rady Europy rozpoczął nadzorowanie śledztwa w sprawie starć między siłami bezpieczeństwa a demonstrantami.
19 października 2015 roku Wiktor Janukowycz pozwał Ukrainę za „regularne łamanie praw człowieka” wobec jego osoby.

## Sytuacja na Krymie
Do 2014 roku Krym był republiką autonomiczną znajdującą się na terenie Ukrainy. 18 marca 2014 roku Władimir Putin podpisał ustawę, umożliwiającą aneksję Krymu przez Federację Rosyjską. Po aneksji wprowadzono rosyjskie prawo, obejmujące m.in.: surowe regulacje w sprawie prowadzenia pokojowych protestów, konieczność rejestracji organizacji pozarządowych, ustawodawstwo dyskryminujące prawa osób LGBT oraz przepisy znacząco ograniczające wolność słowa i zgromadzeń. Pomimo polityki władz Krymu i Rosji, de iure Krym nadal należy do Ukrainy. Wielu Tatarów w obawie o swoje bezpieczeństwo przeniosła się z Krymu do innych części Ukrainy.
16 marca 2014 roku przeprowadzono referendum w sprawie przyłączenia Krymu do Rosji. W Sewastopolu zagłosowało 474 tys. osób, pomimo tego, że w mieście żyje 338 tys. osób. W wyniku tego nadużycia frekwencja wyborcza w mieście wyniosła 123%. Według szefa Komitetów Wyborców Ukrainy Andrija Kriski głównym narzędziem służącym do manipulowania wynikami wyborów była uproszczona procedura dodawania obywateli do spisu wyborców w dzień referendum. W ten sposób jeden mieszkaniec Krymu mógł oddać głos w kilku punktach wyborczych.